# Salyan (Azerbaijão)
Salyan, também Sal’yany, Salian e Saljany, é uma cidade no interior e a sede do raion de Salyan, no Azerbaijão.